# Ружина (Вармінсько-Мазурське воєводство)
Ружина (пол. Różyna, нім. Rosenort) — село в Польщі, у гміні Семпополь Бартошицького повіту Вармінсько-Мазурського воєводства.
Населення — 147 осіб (2011).

## Демографія
Демографічна структура станом на 31 березня 2011 року:
|          | Загалом | Допрацездатний вік | Працездатний вік | Постпрацездатний вік |
| -------- | ------- | ------------------ | ---------------- | -------------------- |
| Чоловіки | 77      | 20                 | 49               | 8                    |
| Жінки    | 70      | 10                 | 46               | 14                   |
| Разом    | 147     | 30                 | 95               | 22                   |